# نرگس بندی‌شاهوا
نرگس بندی‌شاهوا (به تاجیکی: Наргис Бандишоева) بانوی خواننده سبک پاپ اهل کشور تاجیکستان که در روز ۳۰ شهریور (۲۱ سپتامبر ۱۹۹۱) در سن ۲۴ سالگی در تصادف رانندگی جان خود را از دست داد.
وی در روز هشتم اکتبر سال ۱۹۶۶ در شهر دوشنبه به دنیا آمد.
نرگس در مسابقات خوانندگی «آواز آسیا» که همه ساله در شهر آلماتی قراقستان برگزار می‌شد در تابستان سال ۱۹۹۱ جایزهٔ اول را نصیب خود کرد.